# Liste der Stadien in Liechtenstein

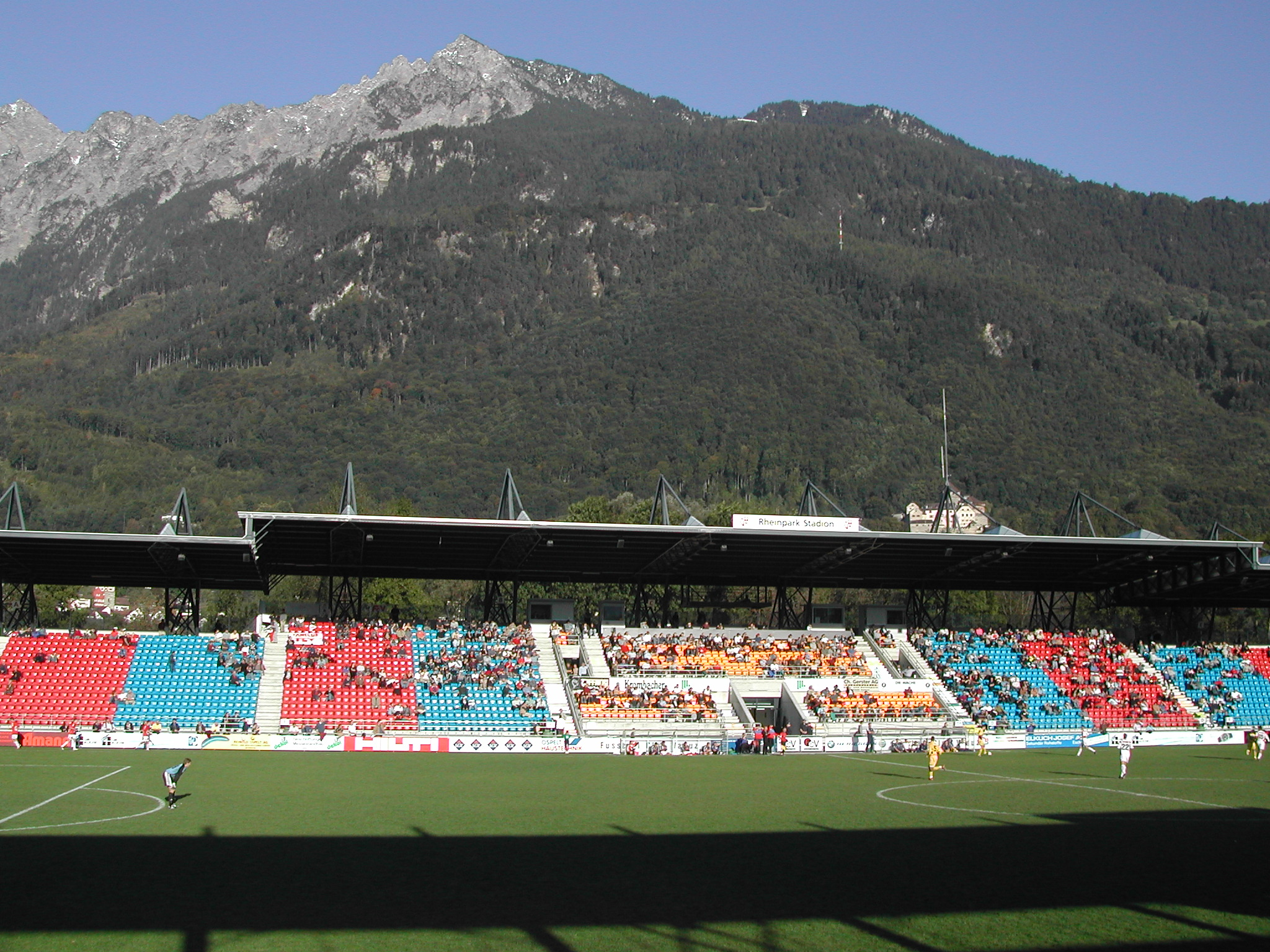
Rheinpark Stadion, Vaduz

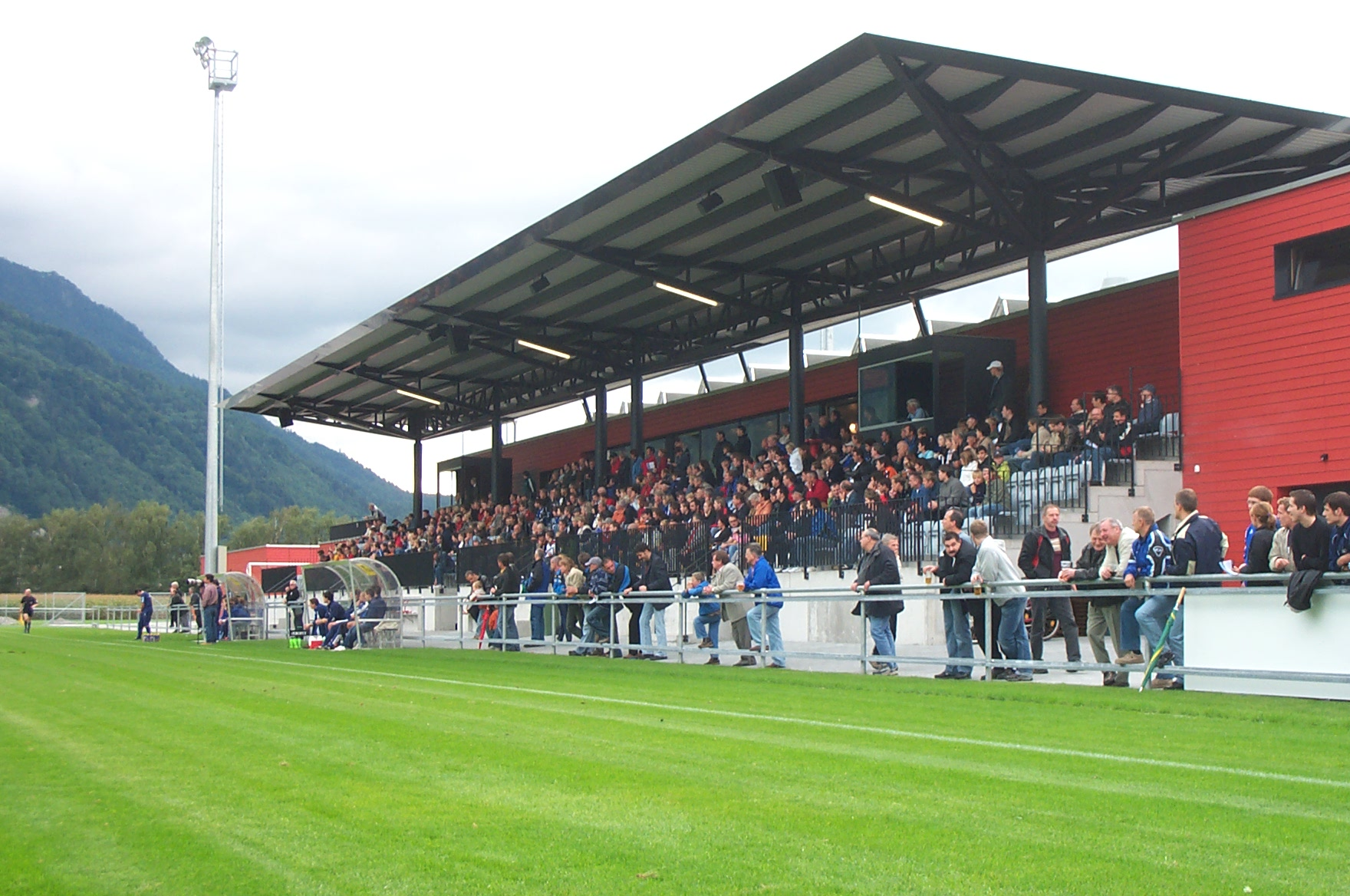
Sportpark Eschen-Mauren

Die Liste der Stadien in Liechtenstein ist eine Auflistung der Stadien im europäischen Staat Liechtenstein. Das Rheinpark Stadion in der Hauptstadt Vaduz ist das grösste Stadion des Landes.

## Erklärung
- Rang: Nennt den Ranglistenplatz, den das Stadion nach Sitz- und Stehplätzen in der Liste belegt.
- Plätze: Nennt die Anzahl der Plätze des Stadions.
- Name: Nennt den Namen des Stadions.
- Stadt: Nennt die Stadt, in der das Stadion steht.
- Eröffnung: Nennt das Jahr, in dem das Stadion eröffnet wurde.
- Laufbahn: Nennt, ob das Stadion eine Laufbahn für Leichtathletikwettkämpfe hat (Ja), oder nicht (Nein).
- Nutzung: Nennt den Verein, der das Stadion überwiegend benutzt.

## Stadien
| Rang | Plätze | Name                    | Stadt       | Eröffnung | Laufbahn | Nutzung                                  |
| ---- | ------ | ----------------------- | ----------- | --------- | -------- | ---------------------------------------- |
| 1    | 7.838  | Rheinpark Stadion Vaduz | Vaduz       | 1998      | Nein     | FC Vaduz und Fussball-Nationalmannschaft |
| 2    | 6.000  | Sportpark Eschen-Mauren | Eschen      | 1975      | Nein     | USV Eschen-Mauren                        |
| 3    | 2.000  | Sportplatz Rheinau      | Balzers     | 1970      | Nein     | FC Balzers                               |
| 4    | 1.500  | Sportanlage Blumenau    | Triesen     | 1943      | Ja       | FC Triesen                               |
| 4    | 1.500  | Sportanlage Rheinwiese  | Schaan      |           | Ja       | FC Schaan                                |
| 6    | .0800  | Sportplatz Leitawies    | Triesenberg | 1971      | Nein     | FC Triesenberg                           |
| 7    | .0500  | Freizeitpark Widau      | Ruggell     | 2002      | Nein     | FC Ruggell                               |